# Río Vagái
El río Vagái (en ruso: Вага́й) es un río del óblast de Tiumén, en Rusia. Es afluente por la izquierda del río Irtysh por lo que es un subafluente del Obi. En el valle del Vagái hay numerosas poblaciones, pero ninguna está muy poblada.

## Geografía
La longitud del Vagái es de 555 kilómetros. Su cuenca hidrográfica se extiende por unos 23.000 kilómetros cuadrados, equivalente a tres cuartas partes de la superficie de Bélgica. La cuenca ocupa el interfluvio entre las cuencas inferiores del Tobol e Ishim.
Nace en la turbera Ishímskaya ravnina, a 128 m de altura sobre el nivel del mar y a unos 40 km al este de la ciudad de Zavodoukovsk. Se dirige de oeste a este por unos 100 km, para luego curvarse progresivamente hacia el norte, lo que le hace tomar la dirección del suroeste al nordeste. Su curso medio y bajo tiene numerosos meandros antes de su desembocadura en el Irtysh a la altura del pueblo Vagái, 55 km río arriba de Tobolsk.
En su curso superior se ve acompañado por la vía férrea del Transiberiano (sector que une Tiumén y Omsk.

## Localidades en su curso
Zimovie-Vagái, Vagái, Málaya Krutaya, Omutínskoye, Shabánovo, Slobódskaya, Ust-Lamenka, Gríshina, Gorbunova, Alekséyevka, Borovlianka, Derbén, Drankova, Koroliovo, Vinokúrova, Karmatskaya, Svinina, Odina, Malyshenka, Mijáilovka, Rusakova, Vaguina, Karmatskaya, Yurminka, Smorodinovka, Bolsheskadernaya, Chigareva, Aromáshevo, Tálovaya, Valguina, Slobódchiki, Batúrina, Soróchkino, Ivánova, Rusakovo, Novoaptula, Novoufimskaya, Utkarma, Novopetrovo, Novye Yurti, Komsomolski, Istiátskaya, Pervomaiski, Beguitino, Kordón, Inderi, Sychevo, Chórnoye, Bolshaya Plesovskaya, Kopotily, Burlaki, Sújova, Sivkova, Zhuravliova, Yermakí, Zarechni, Iziuk y Vagái.

## Historia
Yermak Timoféyevich, héroe nacional y primer conquistador de Rusia murió intentando atravesar a nado el río cerca de su desembocadura en 1585.
En la década de 1960 se excavó una desembocadura artificial para el río en el Irtysh para facilitar el paso de las almadías.

## Hielo y navegavilidad
Habitualmente, los hielos llegan al río en el mes de noviembre, y lo abandonan a finales del mes de marzo o abril. El resto del año es navegable para las embarcaciones pequeñas la mitad inferior del curso del río.

## Afluentes
- 23 km:[2] Slepyshija
- 43 km: Ashlyk
- 70 km: Aguitka
- 164 km: Yantar
- 201 km: Yauziak
- 254 km: Ilinei
- 261 km: Balajlei
- 277 km: río sin nombre
- 301 km: río sin nombre
- 316 km: Mitenevka
- 321 km: Batúrino
- 361 km: Kirshija
- 378 km: Smorodinka
- 388 km: Borovlianka
- 391 km: Suetiak
- 425 km: Yemets
- 456 km: Borovlianka
- 481 km: Lama
- 496 km: Solonovka
- 504 km: Krasnoyar
- 510 km: Kash
- 529 km: Okunevka
- 539 km: Krutaya

## Hidrometría - Caudal en Chórnoye
El caudal del río ha sido observado durante 39 años (1961-1999) en Chórnoye, localidad situada por encima de la confluencia con el río Aguitka, a unos 70 km de su confluencia con el Irtysh.
En Chórnoye, el caudal medio interanual observado en ese periodo fue de 22,0 m³/s para una superficie de drenaje de alrededor de 15 600 km², un 68 % de la totalidad de la cuenca hidrográfica del río. El caudal observado en esta superficie no comprende los caudales (importantes para el Vagái) de dos de sus principales afluentes: el Aguitka (7,33 m³/s) y el Ashlyk (4,28 m³/s). 
La lámina de agua vertida en la cuenca asciende a 44,5 milímetros, lo que puede ser considerado como mediocre, pero típico de las regiones poco regadas del sur de Siberia occidental.
El caudal medio mensual observado en febrero (mínimo de estiaje) es de 3,12 m³/s, lo que significa solamente un 3 % del caudal medio del mes de mayo (98,2 m³/s), lo que subraya la amplitud muy elevada de las variaciones estacionales. En los 39 años de observación, el caudal mensual mínimo fue de 1,20 m³/s en julio de 1976, mientras que el caudal mensual máximo se elevó a 397 m³/s en mayo de 1987. Un caudal mensual inferior a 1,7 m³/S es rarísimo. 
Se constatan fuertes disparidades entre los años. Mientras que el caudal anual medio de 1970 era de 53,96 m³/s, sólo alcanzó los 6,55 m³/s en 1975 y 5,31 m³/s en 1976.
| Caudal medio mensual del Vagái en la estación hidrológica de Chórnoye (Datos calculados en 39 años, 1961-99, en m³/s) |
| |